# 雷恩·凯
雷恩·凯（英語：Reyon Kay，1986年12月10日—），生于惠灵顿，新西兰轮滑、男子速度滑冰运动员，他曾获得2017年世界单程距离速度滑冰锦标赛男子团体追逐赛银牌，他也曾参加2018年冬季奥林匹克运动会。